# Ruth Rocha
Ruth Machado Lousada Rocha -más conocida como Ruth Rocha- (São Paulo, 2 de marzo de 1931) es una escritora brasileña de literatura infantil.
Miembro de la Academia Paulista de Artes desde el 25 de octubre de 2007 —ocupa la silla 38— sería una de las conformantes de la nueva corriente de la literatura brasileña, junto a Ana Maria Machado, Ziralda y Ligia Bojunga; además, es una de las principales exponentes de literatura infantil en dicho país, cuyos trabajos ayudaron a reafirmar este género en la segunda mitad del siglo XX. Es graduada en sociología política de la Facultad de Sociología y Política de la Universidad de São Paulo y postgraduada en Orientación educacional de la Pontificia Universidad Católica de São Paulo.

## Obras
Debutó en el ámbito literario en 1967, al escribir artículos para varias revistas sobre la educación, entre ellas, la Revista Cláudia. En 1976, publicó su primer libro titulado Palavras Muitas Palavras.
Su obra actual cuenta con más de 130 títulos publicados, 500 ediciones y traducciones a más de 25 idiomas; además, ha vendido alrededor de 17,5 millones de ejemplares en Brasil y otros 2,5 millones a nivel internacional. Uno de sus trabajos más conocidos es Marcelo, Marmelo, Martelo, que ha vendido más de dos millones de copias.

### Honores y premios
En 1998 fue condecorada por el expresidente Fernando Henrique Cardoso con la Orden del Mérito Cultural del Ministerio de Cultura de Brasil. En 2002, fue elegida como miembro del PEN CLUB - Asociación Mundial de Escritores en Río de Janeiro. Ese mismo año, su libro Escrever e Criar, recibió el Premio Jabuti de Literatura.

### Principales obras infantiles
- Marcelo, Marmelo, Martelo
- O Reizinho Mandão
- SapoViraReiViraSapo, ou a volta do Reizinho Mandão
- Catapimba
- Meus Lápis de Cor São Só Meus
- Meu Irmãozinho Me Atrapalha
- A Menina que Não Era Maluquinha
- O Menino que Quase Virou Cachorro
- Borba, o Gato
- Escolinha do Mar
- Faz Muito Tempo
- O Que os Olhos Não Vêem
- Procurando Firme
- Gabriela e a Titia
- Pra Vencer Certas Pessoas
- Historinhas Malcriadas
- A Arca de Noé
- As Coisas que a Gente Fala
- Bom Dia, Todas as Cores!
- Como se Fosse Dinheiro
- Davi Ataca Outra Vez
- Este Admirável Mundo Louco
- Faca Sem Ponta Galinha Sem Pé
- Romeu e Julieta